# Lieux touristiques au Japon
Ci-après une liste non exhaustive des principaux sites intéressants à voir ou à visiter au Japon par région :

## Takahata
- Takayama

## Kantō
Le Kantō est la région de plaine où se trouve la capitale Tōkyō.
- Dans Tōkyō :
  - Le palais impérial, la résidence de l'Empereur
  - Le Sensō-ji à Asakusa
  - Ueno et le musée national de Tōkyō
  - Le Meiji-jingū au cœur du parc Yoyogi
  - La tour de Tokyo
  - Akihabara : probablement le plus grand quartier de commerce d'électronique, de manga et d'anime
  - Odaiba et le front de mer
  - Tokyo Disneyland
  - Tokyo Skytree
- Autour de Tōkyō :
  - Le mont Fuji qui est le point culminant du Japon
  - La région montagneuse de Hakone
  - Yokohama, pour son Chinatown et le Minato Mirai 21
  - La ville de Kamakura, avec son Daibutsu géant en bronze et ses nombreux temples
  - L'île d'Enoshima et ses trois sanctuaires
  - Les temples de Nikkō
- Dans les Alpes japonaises :
  - La région de Nagano
  - La station de Shiga Kogen

## Kinki (ouKansai)
- La ville de Kyōto : 1600 temples bouddhistes, 400 sanctuaires shintō, jardins...
- La ville de Nara : temple Tōdai-ji
- Le sanctuaire d'Isé
- Le château d'Himeji

## Chūgoku
- Hiroshima : 
  - parc de la Paix - Les restes du dôme de Genbaku à la suite de l'explosion de la bombe atomique.
  - L'île de Miyajima et ses nombreux temples, dont le sanctuaire d'Itsukushima
- Shimane : 
  - La cité lacustre de Matsue qui possède l'un des douze derniers authentiques châteaux du Japon, ville également renommée pour les couchers de soleil du lac Shinji. Les sanctuaires Yaegaki, Miho, Kamosu (comptant tous d'importants Trésor nationaux) et la danse sacrée du sanctuaire Sada classée à l'UNESCO. Les nombreuses thermes de la région, notamment celle Tamatsukuri Onsen.
  - Le musée d'art Adachi de la ville Yasugi, considéré comme possédant le plus beau jardin japonais du Japon.
  - Le grand sanctuaire Izumo-taisha, l'un des plus importants sanctuaires du Japon.
  - La mine d'argent Iwami Ginzan et son paysage culturel (Patrimoine mondial de l'UNESCO)

## Kyūshū-Okinawa
- Beppu : onsen
- Yufuin : onsen